# Damkaeria bicornuta
Damkaeria bicornuta is een eenoogkreeftjessoort uit de familie van de Spinocalanidae. De wetenschappelijke naam van de soort is voor het eerst geldig gepubliceerd in 2006 door Schulz.